# 빛샘전자
빛샘전자 주식회사는 대한민국의 LED 부품 기업이다.

## 역사
1998년에 삼성SDI의 적자 사업부였던 LED사업부가 분사되어 설립되었으며 2014년에는 동양텔레콤을 인수하였다.
고속전철 (KTX) 열차 전장 부품 생산, 유지 보수, 노후품 개량 작업 및 부품 공급도 하고 있다.

## 같이 보기
- LED
- 삼성SDI